# Peter Jason
Peter Jason, pseudonimo di Peter Edward Ostling (Los Angeles, 22 luglio 1944 – West Hollywood, 20 febbraio 2025), è stato un attore statunitense.

## Biografia
Nato a Hollywood, è poi cresciuto a Balboa.
Inizialmente voleva diventare un giocatore di football, ma ben presto decise invece di dedicarsi alla recitazione dopo aver preso parte ad una recita scolastica di "The Man Who Came to Dinner" in cui faceva il protagonista. In seguito agli studi superiori, frequentò l'Orange Coast Junior College e uno stage estivo al Peterborough Playhouse. Studiò poi arte drammatica alla Carnegie Institute of Technology a Pittsburgh e in seguito entrò alla compagnia teatrale "South Coast Repertory Company". In seguito a ciò, iniziò a dedicarsi al cinema.
Morì di cancro all'età di 80 anni nella sua casa a West Hollywood.

## Vita privata
Si sposò nel 1979 con Eileen Rosaly. Ebbe una figlia, Robin Goldwasser, nata da una precedente relazione.

## Filmografia

### Cinema
- Rio Lobo, regia di Howard Hawks (1970)
- Driver l'imprendibile (The Driver), regia di Walter Hill (1978)
- Baltimore Bullet, regia di Robert Ellis Miller (1980)
- I cavalieri dalle lunghe ombre (The Long Raiders), regia di Walter Hill (1980)
- Mammina cara (Mommie Dearest), regia di Frank Perry (1981)
- Trick or Treats, regia di Gary Graver (1982)
- 48 ore (48 Hrs.), regia di Walter Hill (1982)
- Angel Killer (Angel), regia di Robert Vincent O'Neill (1984)
- Strade di fuoco (Streets of Fire), regia di Walter Hill (1984)
- Per vincere domani - The Karate Kid (The Karate Kid), regia di John G. Avildsen (1984)
- Dreamscape - Fuga nell'incubo (Dreamscape), regia di Joseph Ruben (1984)
- Chi più spende... più guadagna! (Brewster's Millions), regia di Walter Hill (1985)
- Gunny (Heartbreak Ridge), regia di Clint Eastwood (1986)
- Il signore del male (Prince of Darkness), regia di John Carpenter (1987)
- Intrigo a Hollywood (Sunset), regia di Blake Edwards (1988)
- Danko (Red Heat), regia di Walter Hill (1988)
- Alien Nation, regia di Graham Baker (1988)
- Essi vivono (They Live), regia di John Carpenter (1988)
- Johnny il bello (Johnny Handsome), regia di Walter Hill (1989)
- Caccia a Ottobre Rosso (The Hunt for Red October), regia di John McTiernan (1990)
- Aracnofobia (Arachnophobia), regia di Frank Marshall (1990)
- Programmato per uccidere (Marked for Death), regia di Dwight H. Little (1990)
- Il seme della follia (In the Mouth of Madness), regia di John Carpenter (1994)
- Villaggio dei dannati (John Carpenter's Village of the Damned), regia di John Carpenter (1995)
- Congo, regia di Frank Marshall (1995)
- Mortal Kombat, regia di Paul W. S. Anderson (1995)
- Wild Bill, regia di Walter Hill (1995)
- Fuga da Los Angeles (Escape from L.A.), regia di John Carpenter (1996)
- Delitti inquietanti (The Glimmer Man), regia di John Gray (1996)
- Dante's Peak - La furia della montagna (Dante's Peak), regia di Roger Donaldson (1997)
- Fantasmi da Marte (Ghosts of Mars), regia di John Carpenter (2001)
- Hard Cash, regia di Predrag Antonijevic (2002)
- Undisputed, regia di Walter Hill (2002)
- Il ladro di orchidee (Adaptation), regia di Spike Jonze (2002)
- Seabiscuit - Un mito senza tempo (Seabiscuit), regia di Gary Ross (2003)
- Natale in affitto (Surviving Christmas), regia di Mike Mitchell (2004)
- Derby in famiglia (Kicking & Screaming), regia di Jesse Dylan (2005)
- Milk, regia di Gus Van Sant (2008)
- Falling Up, regia di David M. Rosenthal (2009)
- How to Make Love to a Woman, regia di Scott Culver (2010)
- Arrietty - Il mondo segreto sotto il pavimento (借りぐらしのアリエッティ Karigurashi no Arrietty), regia di Hiromasa Yonebayashi (2010) (voce)
- Locked In, regia di Suri Krishnamma (2010)
- Son of Morning, regia di Yaniv Raz (2010)
- Cesar Chavez, regia di Diego Luna (2014)
- Ave, Cesare! (Hail, Caesar!), regia di Joel ed Ethan Coen (2016)
- Jurassic World - Il regno distrutto (Jurassic World: Fallen Kingdom), regia di Juan Antonio Bayona (2018)

### Televisione
- A Bell for Adano – film TV (1967)
- F.B.I. (The F.B.I.) – serie TV, episodio 3x18 (1968)
- Cimarron Strip – serie TV, episodi 1x16-1x23 (1968)
- Al banco della difesa (Judd for the Defense) – serie TV, episodio 2x08 (1968)
- Arrivano le spose (Here Come the Brides) – serie TV, episodio 1x19 (1969)
- Daniel Boone – serie TV, episodio 5x18 (1969)
- La terra dei giganti (Land of the Giants) – serie TV, episodio 2x18 (1970)
- Giovani avvocati (The Young Lawyers) – serie TV, episodio 1x12 (1970)
- Hawaii Squadra Cinque Zero (Hawaii Five-O) – serie TV, episodio 3x17 (1971)
- Gunsmoke – serie TV, episodi 15x17-16x05-18x23 (1970-1973)
- Giorno per giorno (One Day at a Time) – serie TV, episodi 3x13-3x14 (1978)
- Starsky & Hutch – serie TV, episodi 4x19-4x20 (1978)
- Truck Driver (B.J. and the Bear) – serie TV, episodio 2x17 (1980)
- L'incredibile Hulk (The Incredible Hulk) – serie TV, episodio 3x23 (1980)
- Splendore nell'erba (Splendor in the Grass) – film TV (1981)
- Cuore e batticuore (Hart to Hart) – serie TV, episodi 1x14-3x11 (1980-1982)
- Il mio amico Ricky (Silver Spoons) – serie TV, episodio 1x07 (1982)
- New York New York (Cagney & Lacey) – serie TV, episodio 2x10 (1982)
- Sette spose per sette fratelli (Seven Brides for Seven Brothers) – serie TV, episodio 1x19 (1983)
- Cover Up – serie TV, episodio 1x15 (1985)
- Riptide – serie TV, episodio 2x22 (1985)
- Storie incredibili (serie televisiva 1985) (Amazing Stories) – serie TV, episodio 1x05 (1985)
- Mai dire sì (Remington Steele) – serie TV, episodi 2x16-4x12 (1984-1986)
- Cuori senza età (The Golden Girls) – serie TV, episodio 2x02 (1986)
- Top Secret (Scarecrow and Mrs. King) – serie TV, episodio 4x17 (1987)
- Mike Hammer investigatore privato (Mike Hammer) – serie TV, episodio 3x20 (1987)
- Webster – serie TV, episodi 2x07-5x18 (1984-1988)
- California (Knots Landing) – serie TV, episodio 11x25 (1990)
- In viaggio nel tempo (Quantum Leap) – serie TV, episodio 4x02 (1991)
- Balki e Larry - Due perfetti americani (Perfect Strangers) – serie TV, episodio 7x05 (1991)
- Tutti al college (A Different World) – serie TV, episodio 5x20 (1992)
- Ma che ti passa per la testa? (in originale Herman's Head) – serie TV, episodio 1x23 (1992)
- Batman (Batman: The Animated Series) – serie TV animata, episodio 1x12 (1992) (voce)
- Caro John (Dear John) – serie TV, episodio 4x18 (1992)
- Pappa e ciccia (Roseanne) – serie TV, episodio 5x20 (1993)
- Sposati... con figli (Married... with Children) – serie TV, episodio 7x23 (1993)
- La stazione di rifornimento, episodio di Body Bags - Corpi estranei (Body Bags) – film TV (1993)
- La signora del West (Dr. Quinn, Medicine Woman) – serie TV, episodio 2x12 (1994)
- La signora in giallo (Murder, She Wrote) – serie TV, episodi 12x06-12x07 (1995)
- The Naked Truth – serie TV, episodio 2x01 (1997)
- Mignolo e Prof. (Pinky and the Brain) – serie TV animata, episodio 2x12 (1997) (voce)
- Murder One – serie TV, episodio 2x15 (1997)
- Batman - Cavaliere della notte (The New Batman Adventures) – serie TV animata, episodi 1x02-1x22 (1997-1998) (voce)
- Nash Bridges – serie TV, episodi 4x09-4x10-4x14 (1998-1999)
- Picchiarello (The New Woody Woodpecker Show) – serie TV animata, episodio 1x01 (1999) (voce)
- Arli$$ – serie TV, episodio 4x07 (1999)
- Men in Black – serie TV animata, episodio 3x01 (1999)
- Batman of the Future (Batman Beyond) – serie TV animata, episodi 1x09-2x11 (1999) (voce)
- JAG - Avvocati in divisa (JAG) – serie TV, episodio 6x13 (2001)
- Providence – serie TV, episodio 4x06 (2001)
- Live from Baghdad – film TV (2002)
- Le avventure di Jackie Chan (Jackie Chan Adventures) – serie TV animata, episodio 4x03 (2003) (voce)
- Carnivàle – serie TV, episodio 1x06 (2003)
- Lost World - Predatori del mondo perduto (Raptor Island) – film TV (2004)
- Alien Apocalypse – film TV (2005)
- Deadwood – serie TV, 26 episodi (2004-2006)
- Desperate Housewives – serie TV, episodi 3x02-3x14 (2006-2007)
- John from Cincinnati – serie TV, episodio 1x10 (2007)
- Dirty Sexy Money – serie TV, episodio 1x06 (2007)
- Mad Men – serie TV, episodio 2x06 (2008)
- Castle – serie TV, episodio 1x05 (2009)
- Avvocati a New York (Raising the Bar) – serie TV, episodio 2x08 (2009)
- Cold Case - Delitti irrisolti (Cold Case) – serie TV, episodio 7x19 (2010)
- Justified – serie TV, episodio 1x06 (2010)
- Chuck – serie TV, episodio 3x18 (2010)
- CSI - Scena del crimine (CSI: Crime Scene Investigation) – serie TV, episodio 12x18 (2012)
- 1600 Penn – serie TV, episodi 1x02-1x04-1x09 (2013)
- Arrested Development - Ti presento i miei (Arrested Development) – serie TV, 4 episodi (2004-2013)
- Scorpion – serie TV, episodio 1x10 (2014)
- Sister Cities – film TV (2016)
- Longmire – serie TV, episodio 5x04 (2016)
- Mixels – serie TV animata, episodi 2x02-2x04 (2015-2016) (voce)
- Baskets – serie TV, episodi 2x08-2x09-3x04 (2016)
- NCIS - Unità anticrimine (NCIS) – serie TV, episodi 6x21-15x22 (2009-2018)
- Deadwood - Il film (Deadwood: The Movie), regia di Daniel Minahan – film TV (2019)

## Doppiatori italiani
Nelle versioni in italiano delle opere in cui ha recitato, Peter Jason è stato doppiato da:
- Bruno Alessandro in Gunny, Castle, Ave, Cesare!
- Paolo Lombardi ne I cavalieri dalle lunghe ombre, NCIS - Unità anticrimine
- Alessandro Rossi in Per vincere domani - The Karate Kid, Il signore del male
- Luciano De Ambrosis in Mortal Kombat, Cold Case - Delitti irrisolti
- Roberto Fidecaro in Cody il mio amico robot, Jurassic World - Il regno distrutto
- Angelo Nicotra in Essi vivono
- Gianni Musy in Alien Nation
- Claudio Fattoretto in Johnny il bello
- Massimo Corvo in Aracnofobia
- Rino Bolognesi ne La signora in giallo
- Massimo Milazzo in Carnivàle
- Wladimiro Grana in Alien Apocalypse
- Gabriele Martini in Desperate Housewives
- Sandro Sardone in Mad Men
- Carlo Valli in Deadwood - Il film